# 巴尔布鲁·马丁松
巴尔布鲁·马丁松（瑞典語：Barbro Martinsson，1935年8月16日—），瑞典女子越野滑雪运动员。她曾代表瑞典参加1956年、1960年、1964年和1968年冬季奥林匹克运动会越野滑雪比赛，共获得二枚银牌。